# Пеларгос
Пеларгос (грч. Πελαργός) је насеље у Грчкој у општини Суровичево, периферија Западна Македонија. Према попису из 2021. било је 227 становника.
На попису из 1991. године Пеларгос је имао 345 становника, потомака караманлијских избеглица. Село сераније звало Муралар.

## Становништво
|              | 1951 | 1961 | 1971 | 1981 | 1991 | 2001 | 2011 |
| ------------ | ---- | ---- | ---- | ---- | ---- | ---- | ---- |
| Становништво | 560  | 582  | 396  | 370  | 345  | 345  | 325  |